# Маховский, Матей
Матей Маховский (чеш. Matěj Machovský; 25 июля 1993, Опава, Чехия) — чешский хоккеист, вратарь. Воспитанник хоккейного клуба «Слезан Опава». Игрок сборной Чехии по хоккею с шайбой.

## Биография
Родился 25 июля 1993 года в чешском городе Опава. Воспитанник местного клуба «Слезан», выступал за команду в молодёжных и юниорских лигах Чехии. В 2010 году перешёл в канадскую команду «Гелф Шторм». В середине сезона 2010/11 стал игроком другого клуба хоккейной лиги Онтарио «Бремптон Баттальон». За команду отыграл 3 сезона.
В 2013 году стал игроком чешского хоккейного клуба «Пльзень». За команду провёл 4 сезона в высшей лиге Чехии, в сезоне 2015/16 завоевал бронзовые медали чемпионата Чехии. В 2016 году также выступал за команду в Лиге чемпионов. Был в составе чешской сборной на чемпионате мира 2016 года, однако на лёд так и не вышел.
3 мая 2017 года подписал контракт новичка с командой НХЛ «Детройт Ред Уингз» сроком на один год. В сезоне 2017/18 игрок защищал ворота команды «Толедо Уоллай» из хоккейной лиги Восточного побережья.
1 мая 2018 года было объявлено о возвращении Маховски в Чехию и подписании контракта с пражской «Спартой».
22 апреля 2021 года пополнил состав рижского хоккейного клуба «Динамо». Как сообщается, он был обменян на деньги .